# كشف المشكلات وإيضاح المعضلات (كتاب)
كشف المشكلات وإيضاح المعضلات، تناول الكتاب عدة موضوعات متمثلة في معاني القرآن وإعرابه والاحتجاج لقراءته، وذكر عللها، ومع ذلك لم يلتزم المؤلف بذكر جميع القراءات والاحتجاج لها، بل ذكر أقوال علماء التفسير واللغة، كما اعتمد على أقوال العلماء السبعة في القراءات وهم: نافع المدني، وابن كثير المكي، وعاصم بن أبي النجود، وحمزة بن حبيب الزيات، وعلي بن حمزة الكسائي، وأبو عمرو بن العلاء البصري، وابن عامر اليحصبي الدمشقي.
ومؤلف الكتاب هو أبو الحسن علي بن الحسين بن علي الأصبهاني الباقولي، المتوفى سنة 543ه.
ومن مؤلفاته: البيان في شواهد القرآن، وعلل القراءات، والجواهر في شرح جمل عبد القاهر، وشرح اللمع، وكتاب كشف المعضلات، والمجمل، والاستدراك.
قال عنه البيهقي: «هو في النحو والإعراب كعبة لها أفاضل العصر سدنة، وللفضل بعد خفائه أسوة حسنة». 
|}

## عنوان الكتاب
كشف المشكلات وإيضاح المعضلات 
مؤلف الكتاب
هو أبو الحسن علي بن الحسين بن علي الأصبهاني الباقولي، المتوفى سنة 543ه
ومن مؤلفاته:
1/ البيان في شواهد القرآن.
2/ علل القراءات.
3/ الجواهر في شرح جمل عبد القاهر.
4/ شرح اللمع.
5/  كتاب كشف المعضلات.
6/ المجمل.
7/ الاستدراك.

## قالوا عن المؤلف
1/ قال البيهقي: «هو في النحو والإعراب كعبة لها أفاضل العصر سدنة، وللفضل بعد خفائه أسوة حسنة». 
2/ قال ياقوت الحموي: «له من التصانيف: كتاب شرح اللمع. وكتاب كشف المشكلات وإيضاح المعضلات في علل القرآن».
3/ قال خير الدين الزركلي: «علي بن الحسين بن علي، أبو الحسن الأصبهاني الباقولي، ويقال له جامع العلوم: عالم بالأدب».

## موضوع الكتاب
تناول الكتاب عدة موضوعات متمثلة في معاني القرآن وإعرابه والاحتجاج لقراءته، وذكر عللها، ومع ذلك لم يلتزم المؤلف بذكر جميع القراءات والاحتجاج لها، بل ذكر أقوال علماء التفسير واللغة.
كما اعتمد على أقوال العلماء السبعة في القراءات وهم:
1/ نافع المدني.
2/ ابن كثير المكي.
3/ عاصم بن أبي النجود.
4/ حمزة بن حبيب الزيات.
5/ علي بن حمزة الكسائي.
6/ أبو عمرو بن العلاء البصري.
7/ ابن عامر اليحصبي الدمشقي.

## محتويات الكتاب
1/ مقدمة.
2/ القول في لفظة الله وتفخيمها وترقيقها وخصائصها.
3/ سورة الفاتحة وقولهم «آمين».
ثم ذكر سور القرآن الكريم تباعا.

## نموذج من عمله في الكتاب
قال المؤلف في سورة الكهف: «قوله تعالى: {الْحَمْدُ لِلَّهِ الَّذِي أَنْزَلَ عَلَى عَبْدِهِ الْكِتَابَ وَلَمْ يَجْعَلْ لَهُ عِوَجًا} [الكهف: 1]، قالوا: في الآية تقديم وتأخير، والتقدير: أنزل على عبده الكتاب قيما، ولم يجعل له عوجا، ف» قيما«حال من» الكتاب«عندهم، و» لم يجعل له عوجا«عندهم معطوف على» أنزل«فهو في صلة» الذي«، وقد فصل بين بعض الصلة وببعضها»

## منهج المؤلف في الكتاب
1/ إعراب ما يشكل من الآيات، مع ذكر أقوال الأئمة بين الفينة والأخرى ويرجح ما يرى رجحانه.
2/ نقد أقوال النحاة ورد بعضها.
3/ يذكر المؤلف وجوه القراءات السبع، والاحتجاج لها كما يذكر عللها.
4/ يذكر أقوال المفسرين دون أن يسمي أصحابها.
5/ العناية بالتنبيه على ألوان من البلاغة في القرآن الكريم.
6/ ربط المؤلف كتابه بكتبه الأخرى، ويحيل إليها.
7/ يعتني بالأصول والضوابط في علم النحو.

## طبعات وتحقيقات الكتاب
1/ دار الصحابة للتراث بطنطا.
2/ دار عمار- بتحقيق: عبد القادر بن عبد الرحمن السعدي.
3/ دار الكتب العلمية- بتحقيق: عبد الرحيم الطرهوني.
4/ دار القلم- بتحقيق: محمد أحمد الدالي. 

## أهمية الموضوع
1/ كون المؤلف أحد كبار العلماء في التفسير واللغة، إذ لقب بلقب (جامع العلوم).
2/ اعتماد المؤلف على المذهب الحنفي في الفقه، ومذهب البصريين في النحو.
3/ من الكتب التي ألفت في القرون الهجرية المتقدمة.